# Hundested–Rørvig Færgefart
Hundested–Rørvig Færgefart A/S är ett danskt färjerederi som sedan 1917 driver en färjeförbindelse mellan Hundested på Halsnæs i öster och Rørvig på Odsherred i väster över Isefjordens mynning på norra Själland.
Överfarten, som tar ungefär 25 minuter, sköts av två färjor: M/F Isefjord och M/F Nakkehage.
I Hundesteds hamn finns nära färjeläget järnvägshållplatsen Hundested Havn, med förbindelse mot Frederiksværk och Hillerød på Frederiksværkbanen.

## Bildgalleri

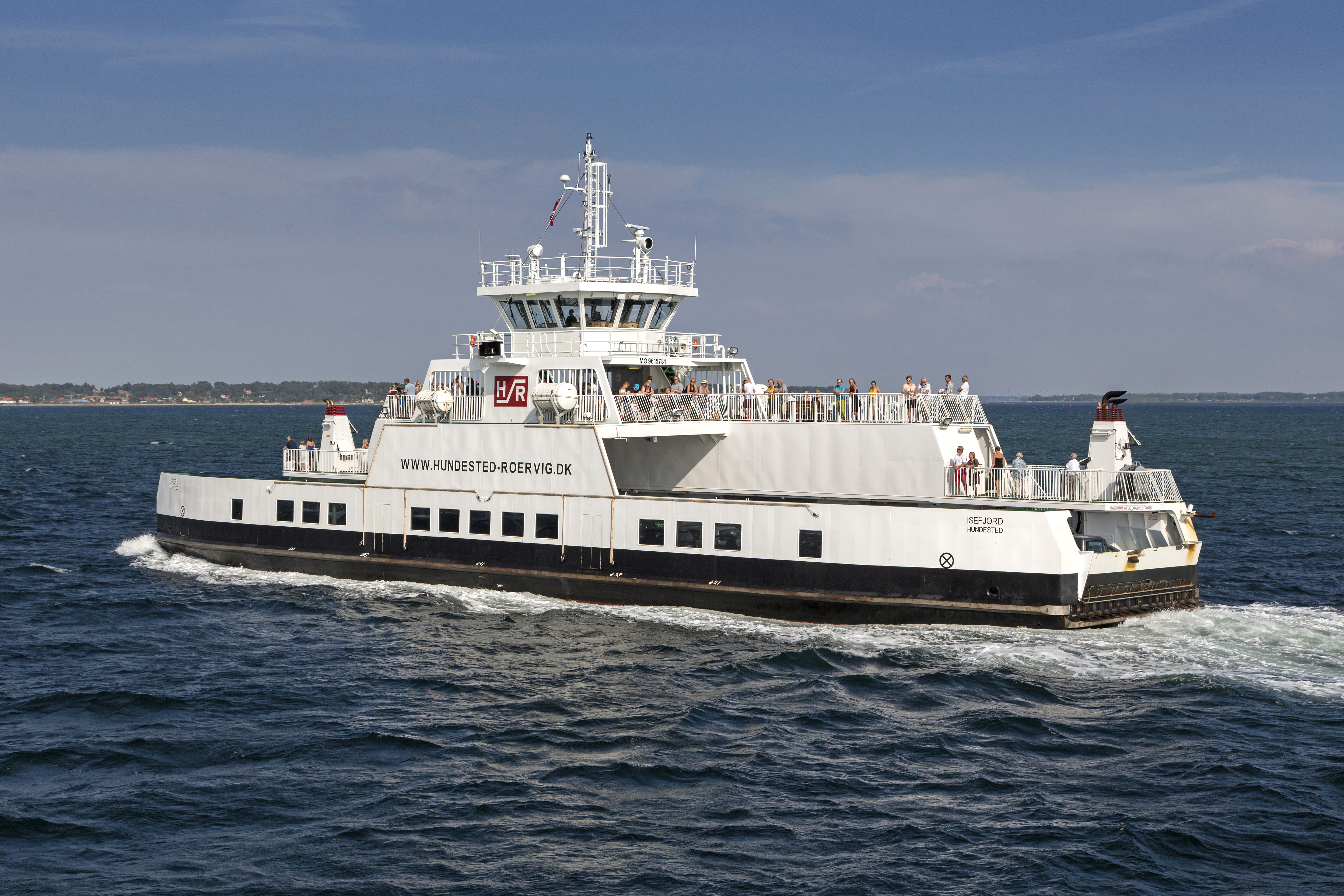
Färjan M/F Isefjord
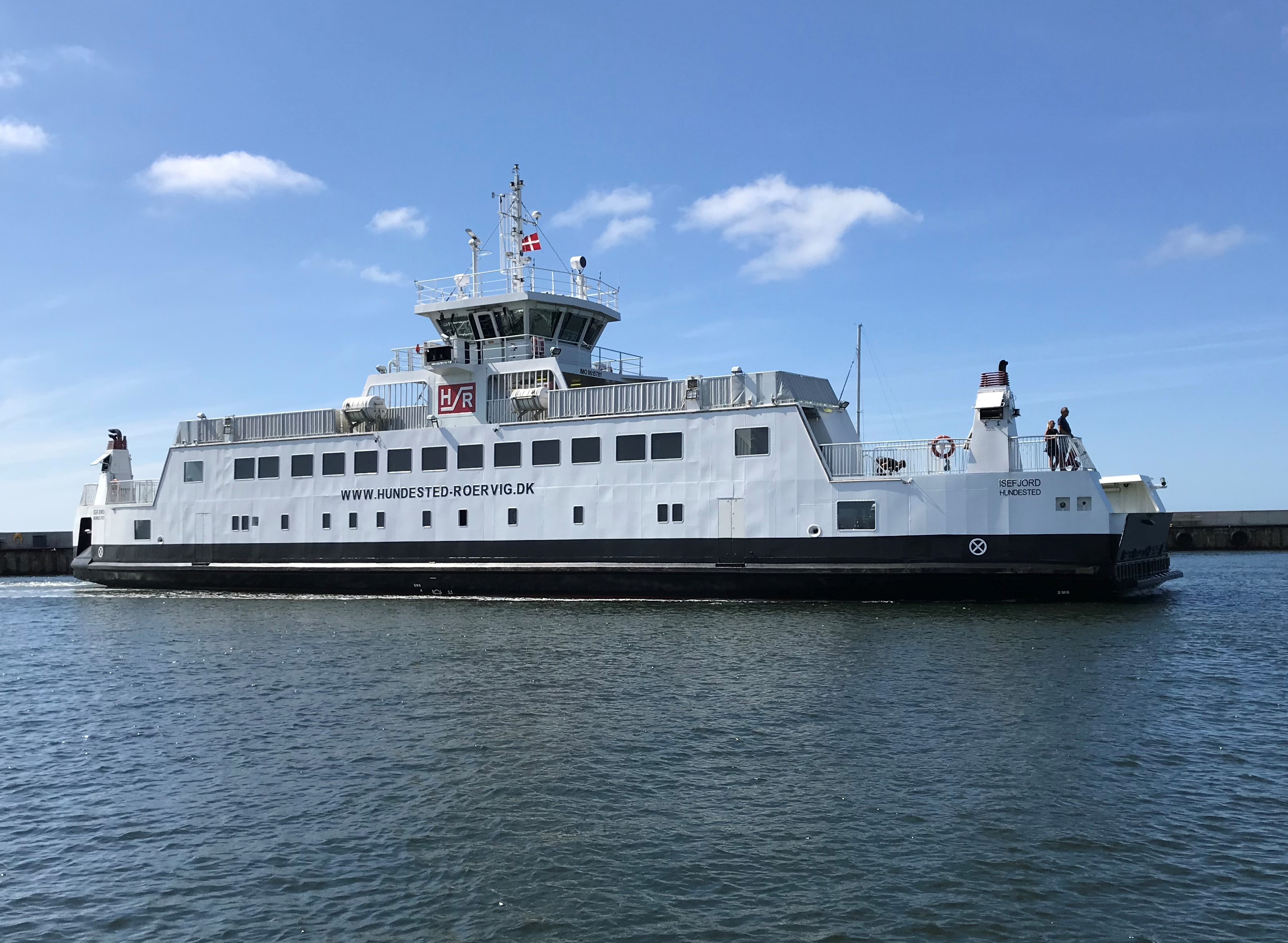
M/F Isefjord
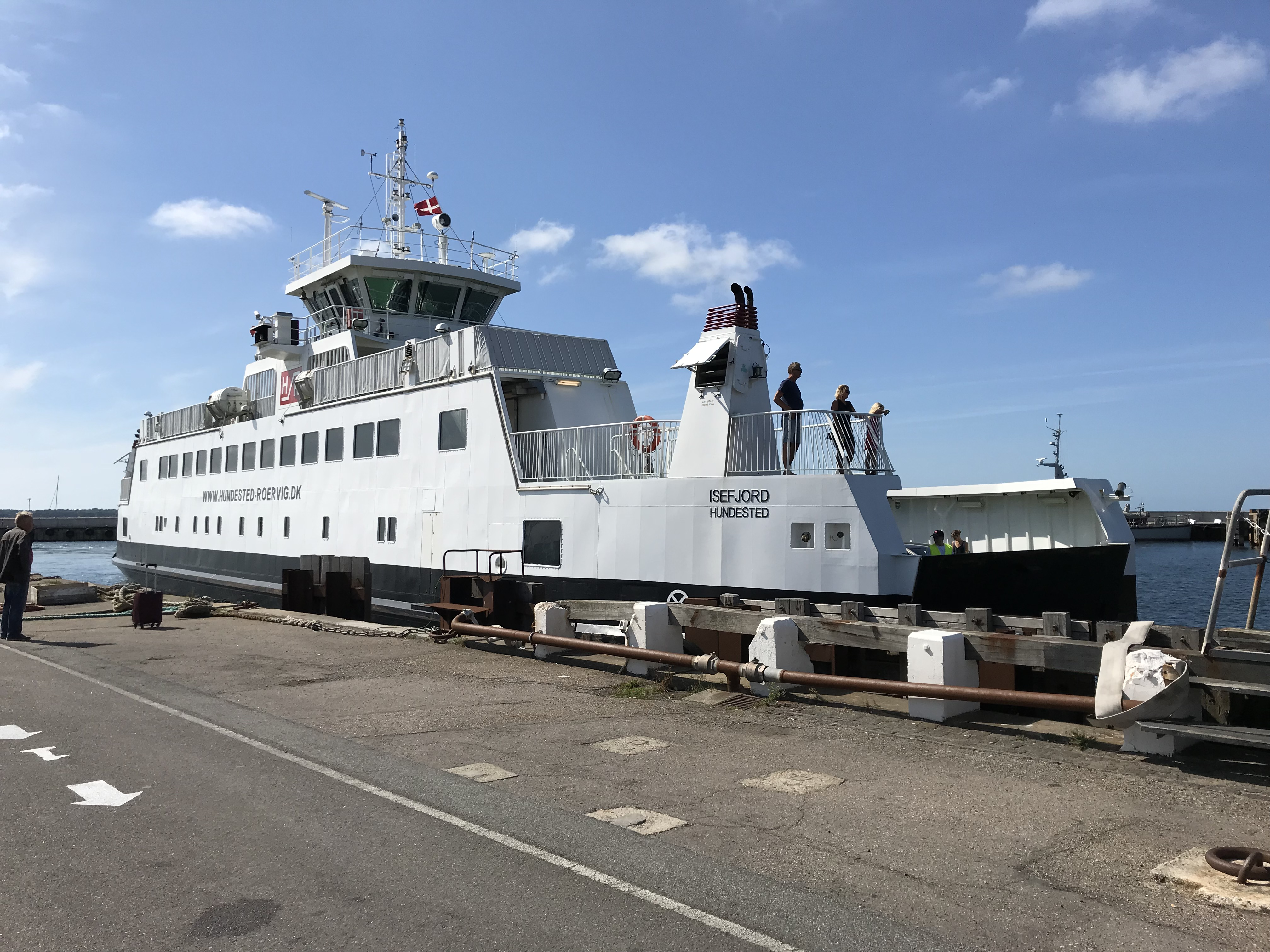
M/F Isefjord vid färjeläget i Hundested
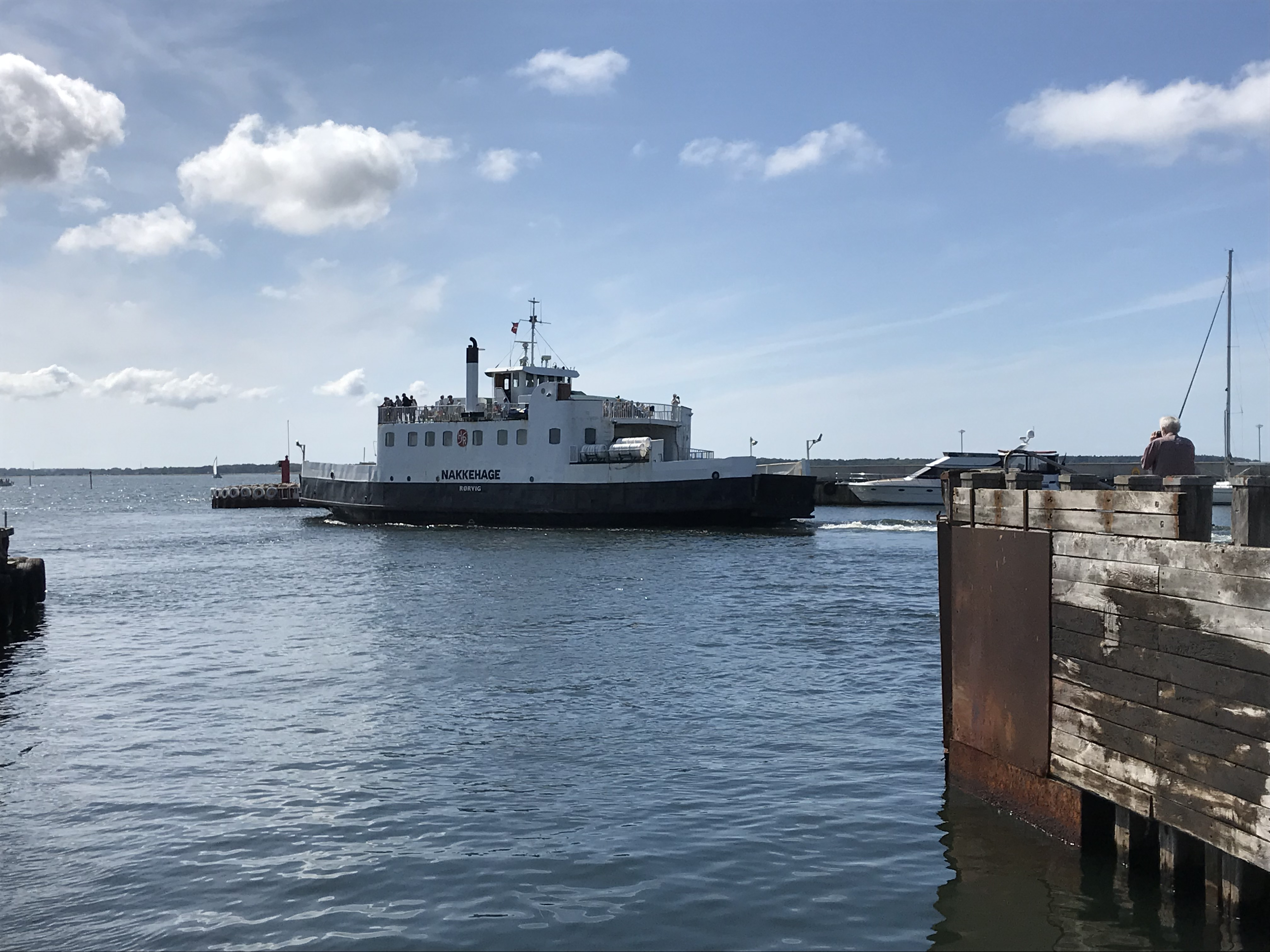
Färjan M/F Nakkehage (1955) lämnar Hundesteds hamn